# Shin seiki Evangelion (videogioco)
Shin seiki Evangelion (新世紀エヴァン?, Shin seiki Evangerion) è un videogioco pubblicato per Nintendo 64 ed ispirato all'anime Neon Genesis Evangelion ed al relativo film The End of Evangelion. Il videogioco è stato distribuito dalla Bandai soltanto in Giappone.

## Modalità di gioco
Il videogioco segue le vicende dell'anime, proponendo la maggior parte dei combattimenti presenti nell'arco narrativo, suddivisi in livelli. Metà di questi sono strutturati come picchiaduro a scorrimento orizzontale, con il giocatore che controlla l'unità Eva, mentre l'altra metà dei livelli utilizza altre tipologie ludiche.

## Livelli
Il gioco consiste di tredici livelli, chiamati missioni, ognuno delle quali ruota intorno ad uno degli Angeli presenti nella serie.
- Mission 1: Sachiel
- Mission 2: Shamshel
- Mission 3: Ramiel
- Mission 4: Jet Alone
- Mission 5: Israphel
- Mission 6: Sandalphon
- Mission 7: Sahaquiel
- Mission 8: Bardiel
- Mission 9: Zeruel
- Mission 10: Arael
- Mission 11: Tabris
- Mission 12: Military Forces/MP Evas
- Mission 13: MP Evas